# Rorippa elata
Rorippa elata är en korsblommig växtart som först beskrevs av Joseph Dalton Hooker och Thomas Thomson, och fick sitt nu gällande namn av Hand.-mazz. Rorippa elata ingår i släktet fränen, och familjen korsblommiga växter. Inga underarter finns listade i Catalogue of Life.